# Campionati africani di lotta 2002
I campionati africani di lotta 2002 sono stati la 18ª edizione della manifestazione continentale organizzata dalla FILA. Si sono svolti nel maggio 2002 a Il Cairo, in Egitto. 

## Podi

### Uomini

#### Lotta libera
| Evento | Oro                                 | Argento                      | Bronzo                           |
| 55 kg  | Hattem Romdhani Tunisia             | Omar Hamada Algeria          | Mohamed Mahmoud Abbas Egitto     |
| 60 kg  | Ali Mohamed Hassan Abu Taleb Egitto | Jacques Schoeman Sudafrica   | Mohamed Amine Benhammadi Algeria |
| 66 kg  | Hassan Ibrahim Madani Egitto        | Jabeur Dridi Tunisia         | Ali Belkchairi Marocco           |
| 74 kg  | Abd El Wahid Wesal Egitto           | Bennie Labuschagne Sudafrica | Hichem Mihovbi Algeria           |
| 84 kg  | Mohamed Ali Bouzaiane Tunisia       | Ali Mohamed Egitto           | Jean Diatta Senegal              |
| 96 kg  | Ali Moustafa Egitto                 | Philip Lemmer Sudafrica      | Hameu Boaullebeu Tunisia         |
| 120 kg | Mohamed Esmail Egitto               | Steven van Eeden Sudafrica   | Mohamed Jerli Tunisia            |

#### Lotta greco-romana
| Evento | Oro                                        | Argento                   | Bronzo                     |
| 55 kg  | Mohamed Moustafa Abu Elela Egitto          |                           |                            |
| 60 kg  | Ashraf Meligy El Garably Egitto            | Mohamed Barguaoui Tunisia | Mohamed Bouazzaoui Marocco |
| 66 kg  | Mahmoud Magdy Egitto                       | Gichem Mohoubi Algeria    | Mohamed Mahraoui Marocco   |
| 74 kg  | Abdou Saeed El Barbary Egitto              | Anwar Kandafil Marocco    | Ahmed Fortas Algeria       |
| 84 kg  | Mohamed Ibrahim Abdelfattah Mohamed Egitto | Amor Bach Hamba Tunisia   | Pieter C. Gouws Sudafrica  |
| 96 kg  | Karam Mohammed Gaber Ibragim Egitto        | Mustapha Bouari Marocco   | Steven van Eeden Sudafrica |
| 120 kg | Yasser Abdelrahman Ali Egitto              | Bou Guanmi Walid Tunisia  | Xavieo Indria Mauritius    |

### Donne

#### Lotta libera
| Evento | Oro                            | Argento                  | Bronzo                   |
| 48 kg  | Fadhila Louati Tunisia         | Rasha M Naklawy Egitto   | Kawtar Othmani Marocco   |
| 51 kg  | Nour El Houda Bejaoui Tunisia  | Ghada Rabaa Saied Egitto | Eveline Diatta Senegal   |
| 55 kg  | Salma Ferchichi Tunisia        | Samaia Abdellatif Egitto | Isabelle Sambou Senegal  |
| 59 kg  | Doaa Ahmed Maher Egitto        | Faiza Bejaoui Tunisia    | Jacqueline Biaye Senegal |
| 63 kg  | Rim Garram Tunisia             | Latifa Rassam Marocco    | Meriem Djebaili Algeria  |
| 67 kg  | Yousria Magdy Elberhamy Egitto | Kaouthmen Ghanmi Tunisia |                          |
| 72 kg  | Saida Riabi Tunisia            | Sara Ahmed Maher Egitto  | Euphrasie Sambou Senegal |

## Medagliere
La nazione ospitante è evidenziata.
| Pos.   | Paese     | Oro | Argento | Bronzo | Totale |
| ------ | --------- | --- | ------- | ------ | ------ |
| 1      | Egitto    | 14  | 5       | 1      | 20     |
| 2      | Tunisia   | 7   | 6       | 2      | 15     |
| 3      | Sudafrica | 0   | 4       | 2      | 6      |
| 4      | Marocco   | 0   | 3       | 4      | 7      |
| 5      | Algeria   | 0   | 2       | 4      | 6      |
| 6      | Senegal   | 0   | 0       | 5      | 5      |
| 7      | Mauritius | 0   | 0       | 1      | 1      |
| Totale | Totale    | 21  | 20      | 19     | 60     |